# 愛晃リサーチ
株式会社 愛晃リサーチ（あいこうリサーチ）は、1983年11月に創立された千葉県千葉市中央区に本社を置く調査会社である。
東京・千葉・神奈川・埼玉・山梨で弁護士協同組合の特約店。

## 概要
1983年（昭和58年）に千葉県千葉市にて創業。1984年より千葉県弁護士協同組合の特約店会社となる。2006年（平成18年）以降、神奈川県・東京都・埼玉県・山梨県・長野県・群馬県でも弁護士協同組合特約店となっている。

## 沿革
- 1983年11月 - 「愛晃リサーチ」を創業。
- 1984年 5月 - 株式会社に改組し、千葉県弁護士協同組合特約店となる。
　　　　 　   　千葉商工会議所会員となる。
- 1988年12月 - 本社事務所を千葉県千葉市中央区に移転。
- 1989年 7月 - 株式会社キャリア・データ・サービス設立。
- 2006年11月 - 神奈川県弁護士協同組合特約店となる。
- 2008年 4月 - 東京都弁護士協同組合特約店となる。
- 2008年 7月 - 千葉県調査業協会、一般社団法人日本調査業協会 加盟員となる。
- 2016年 6月 - 埼玉弁護士協同組合特約店となる。
- 2016年 7月 - 東京都港区新橋に東京営業所移転。
- 2017年 4月 - 神奈川県横浜市中区桜木町に横浜営業所移転。
- 2017年 7月 - 埼玉県さいたま市浦和区岸町にさいたま営業所開設。
- 2017年10月 - 東京都立川市錦町に西東京営業所開設。
- 2017年12月 - 山梨県弁護士協同組合特約店となる。
- 2018年 1月 - 業容拡大に伴い東京本部設置。
- 2018年7月 - 長野県弁護士協同組合特約店となる。
- 2020年7月 - 群馬弁護士協同組合特約店となる。

## 事業所
- 東京本部 - 東京都港区新橋
- 千葉本社 -  千葉県千葉市中央区中央
- 横浜営業所 -  神奈川県横浜市中区桜木町
- さいたま営業所 - 埼玉県さいたま市浦和区岸町
- 西東京営業所 - 東京都立川市錦町